# Dicranoloma dives
Dicranoloma dives là một loài Rêu trong họ Dicranaceae. Loài này được (Müll. Hal. ex Bosch & Sande Lac.) Paris mô tả khoa học đầu tiên năm 1904.